# Yoko Ogawa
Yōko Ogawa (Japans: 小川 洋子) (Okayama, 30 maart 1962) is een Japans auteur van romans, novellen, kortverhalen en essays. Ze maakte haar debuut in 1988 en won drie jaar later de Akutagawaprijs voor Ninshin karendaa (妊娠カレンダー). Daarna ontving ze regelmatig Japanse prijzen en in 2020 kreeg ze de American Book Award voor De geheugenpolitie. Haar werk is vertaald in diverse talen.

## In Nederlandse vertaling
- De huishoudster en de professor (Hakase no Aishita Sushiki /  博士の愛した数式, 2003). Vertaald uit het Japans door Elbrich Fennema, 2010. ISBN 978-9049500610
- Het zwembad (Daivingu puru / ダイヴィング・プール, 1990). Vertaald uit het Engels door Ans van der Graaff, 2012. ISBN 978-9049952440
- De geheugenpolitie (Hisoyaka na kesshō / 密やかな結晶, 1994). Vertaald uit het Japans door Luk Van Haute, 2021. ISBN 978-9059369450
- Het onvergetelijke jaar van Tomoko (Mina no kōshin / ミーナの行進, 2009). Vertaald uit het Japans door Luk van Haute, 2023. ISBN 978-9464520866
- Hotel Iris (Hoteru Airisu, ホテル・アイリス, 1996). Vertaald uit het Japans door Luk van Haute, 2024. ISBN 978-9464521665

- Bibsys: 5066428
- Biblioteca Nacional de España: XX1592245
- Bibliothèque nationale de France: cb12504851c (data)
- Catàleg d'autoritats de noms i títols de Catalunya: 981058521390106706
- CiNii: DA05213687
- Gemeinsame Normdatei: 123471567
- International Standard Name Identifier: 0000 0001 0910 8139
- Library of Congress Control Number: nr91017566
- MusicBrainz: adf191c1-6972-4597-9618-8fe086b97bee
- Bibliotheek van het Japanse parlement: 00191637
- Nationale Bibliotheek van Tsjechië: xx0267590
- Nationale bibliotheek van Australië: 54333774
- Nationale Bibliotheek van Israël: 987007305799205171
- Nationale en Universitaire bibliotheek Zagreb: 000515122
- Nederlandse Thesaurus van Auteursnamen: 085008435
- Réseau des bibliothèques de Suisse occidentale: 02-A000124396
- Istituto Centrale per il Catalogo Unico: UBOV961725
- LIBRIS: 293666
- Système universitaire de documentation: 034276610
- Trove: 1541393
- Virtual International Authority File: 66571703
- WorldCat: E39PBJtGTGDPyjqgxRtb9b7WDq